# あれから
「あれから」は、音声合成技術による「AI美空ひばり」歌唱の歌謡曲およびシングル。2019年9月29日、日本のドキュメンタリー番組「NHKスペシャル」（NHK）にて、企画・放送されたのち、同年12月18日にシングルを発売した。
また、歌唱担当の「AI美空ひばり」とは、昭和期に歌手として活躍した故・美空ひばりのメディア資料をサンプル元とした「VOCALOID:AI」である。人工知能を用いた故人の歌手の新規書下ろし楽曲の流通は、本楽曲が世界初の試みとなった。

## 概要
本楽曲は、NHKにて、2019年9月29日に放送された『NHKスペシャル AIでよみがえる美空ひばり』の企画によって制作され、同番組内でも初公開となった。同番組内では、1989年の死去から30年が経過する美空ひばりの膨大な映像・音源を元として、ひばりのライブを再現するまでの試みを特集した。
本楽曲の制作に際して、人工知能に学習させた音源を元に、ディープラーニングで歌声を再現する歌声合成技術「VOCALOID:AI」（ヤマハ）を用いて「AI美空ひばり」が制作される。作詞を手掛けた秋元康は、ひばりの生前最後のシングルである『川の流れのように』の作詞も行っていた。
番組の本放送後の反響は大きく、視聴者やファンからの要望が多かったことから、当初は予定のなかった本楽曲をシングル化。故人の歌手の歌声を人工知能で甦らせ、新規書下ろしのCDが発売されたのは、本楽曲のシングルが世界初であった。収録曲として、番組の本放送時にも公開された「NHKスペシャル・バージョン」、新たに制作された「シングル・バージョン」が収録された。また、カセットテープも同時発売された。本CDの発売に先立ち、11月27日には「NHKスペシャル・バージョン」が配信開始された。
また、同年12月31日に放送される第70回NHK紅白歌合戦にてAI美空ひばりが出場し、本曲を歌唱した他に、森美術館では「未来と芸術展：AI、ロボット、都市、生命――人は明日どう生きるのか」の特別企画として2019年12月20日から2020年2月29日にかけて、AI美空ひばりのスペシャルバージョンが上映された。

## 評価
番組の放送終了後に視聴者からは、「凄かった」「感動した」「涙が止まらなかった」と称賛が相次いだ。メモリアル映像では、北野武、リリー・フランキー、ATSUSHI、指原莉乃、村上虹郎、中島セナが、本曲を視聴した。生前からひばりと親交があった北野は「美空さんの最高傑作かと思うぐらい、いい歌」、指原は「今は近くにいない人を思って聴くと、涙が出ちゃうんじゃないかな」と絶賛した。作曲者の佐藤嘉風と交流がある桑田佳祐（サザンオールスターズ）は本楽曲を高く評価し、自身のラジオ番組『桑田佳祐のやさしい夜遊び』内の企画「桑田佳祐が選ぶ2019年邦楽シングルBEST20」で「今週のスポットライト」に選出した。オリコンチャートでは2020年1月13日付の週間演歌・歌謡シングル部門で1位を獲得している。
その一方で、「故人に対する冒涜なのではないか」という意見も見られた。漫画家の小林よしのりはブログ上で「美空ひばりを侮辱してはいかん」「美空ひばりの歌はあんな平板なものではない。コンピュータの再現なんかダメだ」と批判した。元NHKアナウンサーの山川静夫は、毎日新聞のインタビューで「僕はああいうの、反対だな」「声色はだいぶ近づけることができたようだけど、映像の出来栄えは『あの程度』でしょ」と批判している。また、生前にひばりと親交があった中村メイコは『垣花正 あなたとハッピー!』で「一番単純な言い方をすると『嫌だ』」「あの人を亡くしてから『全部嘘であって欲しい。まだ生きている』って思ってきた。これが、『ひばりさんの“作った声”ですよ』って言われることで離れる気がする」とコメントした他、シンガーソングライターの山下達郎は『山下達郎のサンデー・ソングブック』で「一言で申し上げると、冒涜です」と批判している。

## 楽曲収録

### 歌唱：AI美空ひばり
| 発売日                                                      | タイトル                                                   | レーベル       | 収録曲 | 備考 |
| ----------------------------------------------------------- | ---------------------------------------------------------- | -------------- | --- | ---- |
| 2019年12月18日                                              | あれから                                                   | 日本コロムビア | \| 全作詞: 秋元康、全作曲: 佐藤嘉風 、全編曲：野中“まさ”雄一。 \| \| \| \| \| # \| タイトル \| 作詞 \| 作曲・編曲 \| \| 1. \| 「あれから -シングル・バージョン-」 \| 秋元康 \| 佐藤嘉風 、全編曲： 野中“まさ”雄一 \| \| 2. \| 「あれから -NHKスペシャル・バージョン-」 \| 秋元康 \| 佐藤嘉風 、全編曲： 野中“まさ”雄一 \| \| 3. \| 「あれから -シングル・バージョン- (オリジナル・カラオケ)」 \| 秋元康 \| 佐藤嘉風 、全編曲： 野中“まさ”雄一 \| |      |
|                                                             |                                                            |                | |      |
| 全作詞: 秋元康、全作曲: 佐藤嘉風 、全編曲：野中“まさ”雄一。 |                                                            |                | |      |
| #                                                           | タイトル                                                   | 作詞           | 作曲・編曲 |      |
| 1.                                                          | 「あれから -シングル・バージョン-」                        | 秋元康         | 佐藤嘉風 、全編曲： 野中“まさ”雄一 |      |
| 2.                                                          | 「あれから -NHKスペシャル・バージョン-」                   | 秋元康         | 佐藤嘉風 、全編曲： 野中“まさ”雄一 |      |
| 3.                                                          | 「あれから -シングル・バージョン- (オリジナル・カラオケ)」 | 秋元康         | 佐藤嘉風 、全編曲： 野中“まさ”雄一 |      |

### カバー
| 発売日         | タイトル                          | レーベル | 収録曲                | 備考 |
| -------------- | --------------------------------- | -------- | --------------------- | --- |
| 2020年10月13日 | 生々流転                          |          | あれから / 氷川きよし | |
| 2021年4月21日  | Buddy（バディ）～素晴らしき相棒～ |          | あれから / 天童よしみ | 本楽曲が初公開となった番組「NHKスペシャル」内において、ひばりのCGモデルの振り付けのモーションキャプチャーを担当していた。 |